# Ахмета
Ахме́та (груз. ახმეტა) — місто у мхаре Кахеті, Грузія, адміністративний центр Ахметського муніципалітету. 

## Географія
Розташоване на правому березі річки Алазані, на висоті 567 м над рівнем моря. 

## Клімат
| Кліматограма Ахмети | Кліматограма Ахмети | Кліматограма Ахмети | Кліматограма Ахмети | Кліматограма Ахмети | Кліматограма Ахмети | Кліматограма Ахмети | Кліматограма Ахмети | Кліматограма Ахмети | Кліматограма Ахмети | Кліматограма Ахмети | Кліматограма Ахмети |
| --- | ------------------- | ------------------- | ------------------- | ------------------- | ------------------- | ------------------- | ------------------- | ------------------- | ------------------- | ------------------- | ------------------- |
| С | Л                   | Б                   | К                   | Т                   | Ч                   | Л                   | С                   | В                   | Ж                   | Л                   | Г                   |
| 41 3 −8 | 43 5 −7             | 81 9 −3             | 129 14 2            | 113 19 7            | 78 23 11            | 75 26 15            | 70 27 15            | 72 21 10            | 82 15 5             | 58 9 −2             | 44 5 −6             |
| Середня макс. і мін. температури повітря (°C) Атмосферні опади (мм), за рік : 886 мм. Джерело: «Climate-Data.org» (англ.) |                     |                     |                     |                     |                     |                     |                     |                     |                     |                     |                     |

## Історія
Поселення отримало статусу міста у 1966 році. 

## Населення
Чисельність населення, станом на 2022 рік, налічує 6 160 осіб.
| Рік  | Чисельність | Чисельність |
| ---- | ----------- | ----------- |
| 1922 | 2114        |             |
| 1959 | 6836        | [ 1 ]       |
| 1970 | 8205        | [ 1 ]       |
| 1979 | 9018        | [ 1 ]       |

| Рік  | Чисельність | Чисельність |
| ---- | ----------- | ----------- |
| 1989 | 8970        | [ 1 ]       |
| 2002 | 8571        | [ 1 ]       |
| 2014 | 7105        |             |
| 2016 | 6961        | [ 1 ]       |

| Рік  | Чисельність | Чисельність |
| ---- | ----------- | ----------- |
| 2017 | 6823        | [ 1 ]       |
| 2018 | 6722        | [ 1 ]       |
| 2019 | 6563        | [ 1 ]       |
| 2020 | 6401        | [ 1 ]       |

| Рік  | Чисельність | Чисельність |
| ---- | ----------- | ----------- |
| 2021 | 6363        | [ 1 ]       |
| 2022 | 6160        | [ 1 ]       |
| 2023 | 6158        | [ 2 ]       |

| Рік  | Чисельність | Чисельність |
| ---- | ----------- | ----------- |
| 1922 | 2114        |             |
| 1959 | 6836        | [ 1 ]       |
| 1970 | 8205        | [ 1 ]       |
| 1979 | 9018        | [ 1 ]       |

| Рік  | Чисельність | Чисельність |
| ---- | ----------- | ----------- |
| 1989 | 8970        | [ 1 ]       |
| 2002 | 8571        | [ 1 ]       |
| 2014 | 7105        |             |
| 2016 | 6961        | [ 1 ]       |

| Рік  | Чисельність | Чисельність |
| ---- | ----------- | ----------- |
| 2017 | 6823        | [ 1 ]       |
| 2018 | 6722        | [ 1 ]       |
| 2019 | 6563        | [ 1 ]       |
| 2020 | 6401        | [ 1 ]       |

| Рік  | Чисельність | Чисельність |
| ---- | ----------- | ----------- |
| 2021 | 6363        | [ 1 ]       |
| 2022 | 6160        | [ 1 ]       |
| 2023 | 6158        | [ 2 ]       |

## Інфраструктура

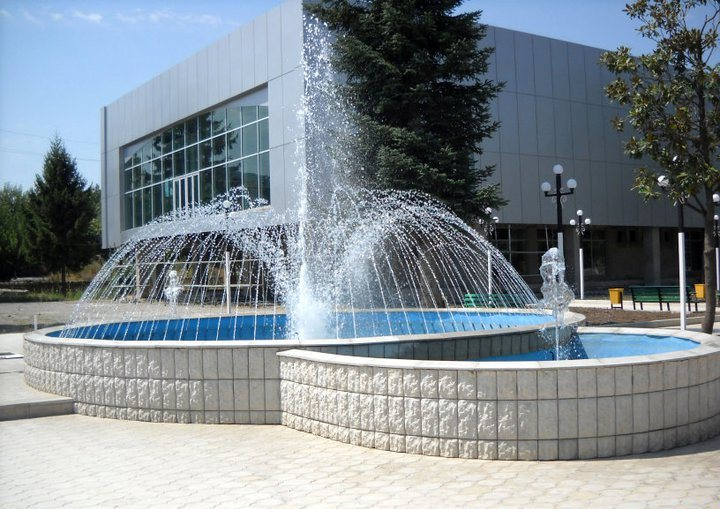
Театр Ахмети

У місті є промислові підприємства, заклади охорони здоров'я, освіти та культури. На півночі міста розташована заснована у IV ст. базиліка «Божество», де тимчасово перебував один із 13 Батьків Ассирії, Антон Марткопелі.

## Культура
- Алаверді — катедральний собор 11 століття.

## Відомі люди
У місті народилися
- грузинські дзюдоїсти Олександр Давіташвілі, Давид Маргошвілі, Зураб Звіадаурі
- український дзюдоїст та самбіст Месаблішвілі Нугзар Ревазович (* 1964).